# Pavel Jakovlev
Pavel Vladimirovitj Jakovlev (ryska: Павел Владимирович Яковлев) född 7 april 1991 i Ljubertsy, är en rysk fotbollsspelare som spelar för Qyzyljar. Utöver spel i klubblag har Jakovlev även spelat flera landskamper för Rysslands U21-herrlandslag i fotboll.